# Poker Face (Ayumi Hamasaki)
Poker Face è un brano musicale della cantante giapponese Ayumi Hamasaki, pubblicato come suo singolo di debutto l'8 aprile 1998. Il brano è il primo estratto dall'album A Song for ×× ed è arrivato alla ventesima posizione della classifica Oricon dei singoli più venduti in Giappone vendendo un totale di 43 140 copie.

## Tracce
CD singolo AVDD-20228
1. poker face
2. FRIEND
3. poker face -Instrumental-
4. FRIEND -Instrumental-

## Classifiche
| Classifica (1998)           | Posizione più alta |
| --------------------------- | ------------------ |
| Oricon Weekly Singles Chart | 20                 |